# Минядын
Минядын — деревня в Кудымкарском районе Пермского края. Входила в состав Белоевского сельского поселения. Располагается северо-западнее от города Кудымкара у автодороги Кудымкар-Гайны. Расстояние до районного центра составляет 13 км. По данным Всероссийской переписи населения 2010 года, в деревне проживало 23 человека (10 мужчин и 13 женщин).

## История
По данным на 1 июля 1963 года, в деревне проживало 55 человек. Населённый пункт входил в состав Белоевского сельсовета.